# Botanophila guizhouensis
Botanophila guizhouensis är en tvåvingeart som beskrevs av Wei 2006. Botanophila guizhouensis ingår i släktet Botanophila och familjen blomsterflugor. Inga underarter finns listade i Catalogue of Life.